# Авалије Александријски
Авалије Александријски (грч. Αβιλιος или Αμελιος; умро 22. фебруара 95. или 98. године) је био 3. по реду патријарх александријски.
Православна црква га прославља 22. фебруара (по јулијанском календару).
Према апостослком правилу, Авалије је посвећен у чин епископа од стране апостола Луке. После смрти оснивача Александријске цркве Авалије тако постаје његов наследник.
У време Авалија Египатска црква је узрастала у миру и вишеструко увежала број хришћана у Сирији и Либији.